# Конституция Михновского

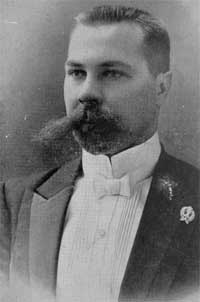
Николай Иванович Михновский — первый идеолог украинского национализма

Конститу́ция Михновского (укр. Конституція Міхновського) — проект Конституции Украины как федеративного государства, составленный и опубликованный в единственном номере газеты «Самостійна Україна» (сентябрь 1905 года) адвокатом Николаем Михновским во Львове.
Стала первой с договора и постановления прав и вольностей войсковых (1710) попыткой сформировать политические и независимые основы Украины. Проект опирался на поддержку братство тарасовцев.
Украина определялась как «Всеукраїнська Спілка вільних і самоправних земель» образованная на основании своих природных особенностей и различий. Во Всеукраинский союз должны были войти территории от Сана до Кубани, до Карпатских гор и Кавказа.

## Комментарии
1. ↑  Всеукраинский союз свободных и самоуправных земель